# دهستان رمشک
دهستان رمشک، یکی از دهستان‌های بخش چاه دادخدا شهرستان قلعه‌گنج در استان کرمان ایران است. مرکز این دهستان، روستای کنگرو است.

## جمعیت
بر پایه سرشماری عمومی نفوس و مسکن در سال ۱۳۹۵، جمعیت دهستان رمشک برابر با ۶٬۴۵۰ نفر بوده‌است.